# تشلسي نيوتن
تشلسي نيوتن (بالإنجليزية: Chelsea Newton)‏ مواليد 17 فبراير 1983 في مونرو، هي لاعبة كرة سلة أمريكية سابقة. بدأت مسيرتها الاحترافية في سنة 2005. تم اختيارها من قبل فريق ساكرامنتو موناركس خلال الدرافت. اعتزلت اللعب في 2009. فازت بلقب دوري المحترفات.

## المسيرة الاحترافية
لعبت مع ساكرامنتو موناركس في سنة 2005، ثم لعبت مع شيكاغو سكاي في سنة 2006، ثم لعبت مع ساكرامنتو موناركس من سنة 2007 إلى 2009.

## روابط خارجية
- تشلسي نيوتن على موقع الاتحاد الوطني لكرة السلة النسائية (الإنجليزية)
- تشلسي نيوتن على موقع كرة السلة الأوروبية.كوم (الإنجليزية)
- تشلسي نيوتن على موقع كلية كرة السلة في سبورتس رفرنس.كوم (الإنجليزية)
- تشلسي نيوتن على موقع بروبوليرز (الإنجليزية)
- تشلسي نيوتن على موقع سبورتس رفرنس (الإنجليزية)